# Corso dei Mille

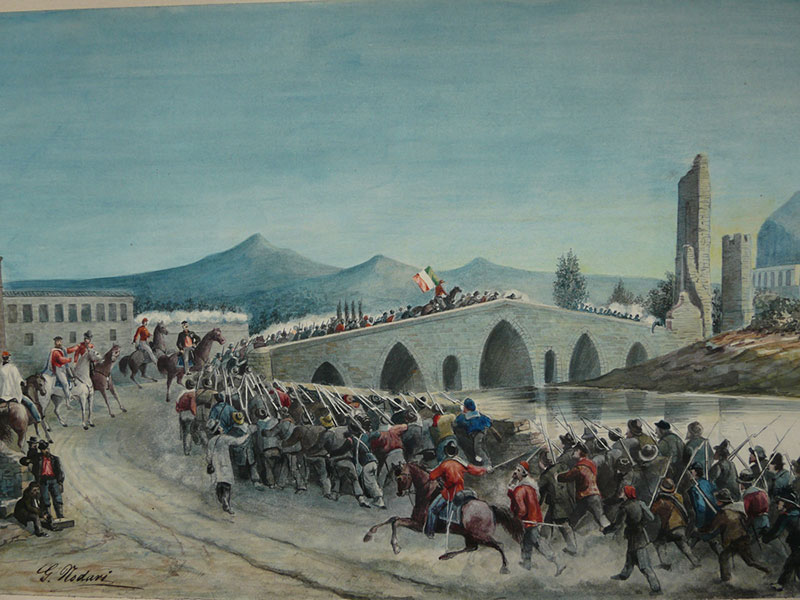
Garibaldis Zug der Tausend marschiert über den Ponte dell’Ammiraglio

Der Corso dei Mille (Straße der Tausend) ist eine Straße der sizilianischen Metropolitanstadt Palermo.

## Verlauf
Die Straße beginnt an der Via Lincoln auf der Höhe Via Garibaldi und erstreckt sich nach Südosten fast bis zu Palermos ca. 10 km entfernter Nachbarstadt Villabate (Verlauf Anfang - Ende).
Die am 30. Dezember 2015 eröffnete Tramlinie Nr. 1  der Straßenbahn Palermos folgt in großen Teilen dem Verlauf des Corso dei Mille bis zum Ortsteil Roccella.

## Name
Der Corso dei Mille ist nach der Truppe des Heerführers Giuseppe Garibaldi benannt, der am 27. und 28. Mai 1860 mit seinem Zug der Tausend aus dem Hinterland Siziliens über diese Straße und die Via Garibaldi in die Stadt Palermo einzog und auf der Piazza Rivoluzione die Befreiung Siziliens von der Herrschaft Bourbonen verkündete.
Die ehemalige Strada di Termini wurde in 18 verschiedene Abschnitte aufgeteilt: Montesanto, Serraglio Vecchio, Buonriposo, San Giovanni dei Lebbrosi, Campomaestro, Settecannoli, Torrelunga, Capello, Allegra, Roccella, Coglitore, Campopane, Guarnaschelli, Regio Corte, Favara, Balate, Croceverde-Giardini. 1968 wurden die Teilstrecken im Rahmen einer Reform in den einheitlichen heutigen Namen umbenannt.

## Bauwerke

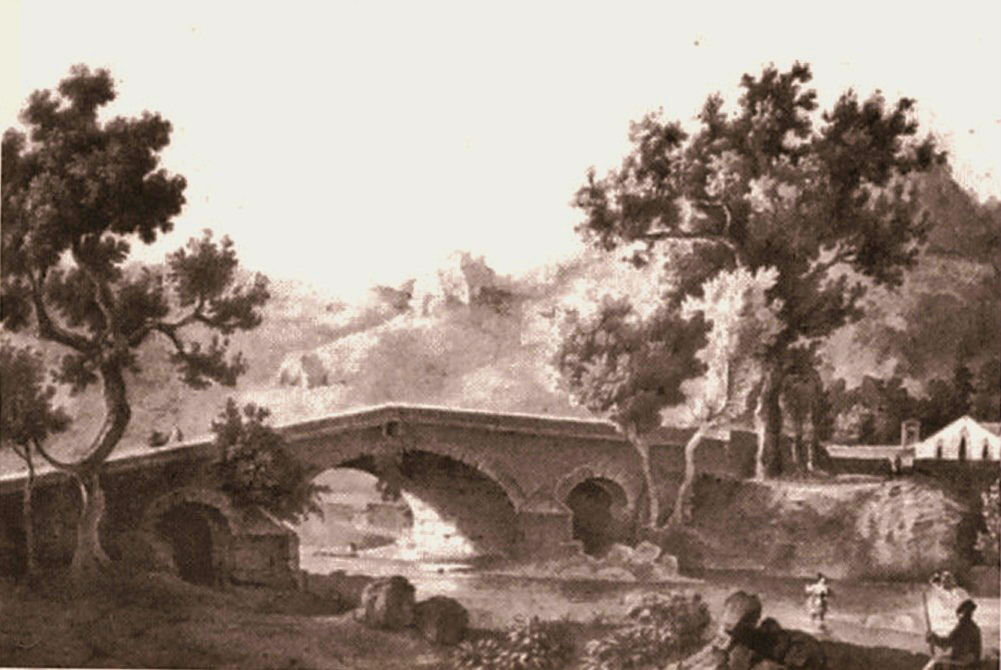
Der Ponte delle Teste Mozze 1836

Der über den Oreto führende Ponte delle Teste Mozze (Brücke der abgeschlagenen Köpfe, Lage) war ursprünglich eine dreibogige Brücke und stammt wohl schon aus arabischer Zeit. Um 1500 wurde die baufällige alte Brücke ausgebessert. Im 18. und 19. Jahrhundert wurden die Köpfe der zum Tode verurteilten in einer Nische in der Nähe der Chiesa della Madonna del Fiume in einer Pyramide zur Abschreckung aufgestapelt. Die Geistlichen der Kirche Madonna del Fiume kümmerten sich um die Seelen der Verurteilten und deren Begräbnis auf dem anliegenden Friedhof. 1881 wurde die Kirche durch eine Überschwemmung des Oretos zerstört. Heute erinnert nur noch ein Gedenkstein an diese Begebenheit. Im 20. Jahrhundert wurde die alte Konstruktion durch eine moderne Brücke ersetzt. Bei deren Abriss im Rahmen der Bauarbeiten für die Tramlinie 1 im Jahr 2014 kamen die Überreste der drei alten Brückenpfeiler der ursprünglichen Brücke zum Vorschein. Auch nach dem Neubau der Brücke bleiben sie der Öffentlichkeit zugänglich.
Der nahe gelegene Ponte dell’Ammiraglio (Lage) ist eine historische Brücke aus dem 12. Jahrhundert, die einen Seitenarm des Oreto überbrückte. Seit einer Begradigung des Flusses im Jahr 1938 steht das Bauwerk ca. 100 Meter abseits des Flusses im  Trockenen.
Etwas abseits vom Corso dei Mille liegt die normannische Kirche San Giovanni dei Lebbrosi in der Nähe der gleichnamigen Straßenbahnhaltestelle.

## Sonstiges
Der Mafiaclan Filippo Marchese wird auch Familie Corso dei Mille genannt. Ihr Gebiet erstreckt sich etwa von der Piazza Scaffa, das Industriegebiete Brancaccio und Ciaculli bis Croceverde-Giardini. In den siebziger Jahren gab es hier eine große Heroinfabrik. Auch die Familie von Salvatore Greco wirkte in diesem Gebiet.